# Foros de Salvaterra
Foros de Salvaterra ist ein Ort und eine ehemalige Gemeinde (Freguesia) im portugiesischen Kreis Salvaterra de Magos. Die Gemeinde hatte 4863 Einwohner (Stand 30. Juni 2011).
Am 29. September 2013 wurden die Gemeinden Foros de Salvaterra und Salvaterra de Magos zur neuen Gemeinde União das Freguesias de Salvaterra de Magos e Foros de Salvaterra zusammengeschlossen.